# Bitwa pod Jędrzejowem
Bitwa pod Jędrzejowem – bitwa powstania listopadowego stoczona pomiędzy wojskami polskimi dowodzonymi przez gen. bryg. Jana Umińskiego i rosyjskimi generała-feldmarszałka Iwana Dybicza. Miała ona miejsce pod Jędrzejowem na Mazowszu pomiędzy Kałuszynem a Mińskiem Mazowieckim.
12 maja 1831 roku gen. bryg. Jan Nepomucen Umiński stanął kwaterą w Jędrzejowie, gdzie otrzymał rozkazy przejęcia dowództwa nad korpusem, którego zadaniem miała być osłona głównych sił rozpoczynających ofensywę na gwardie cesarskie oraz jednocześnie osłona stolicy. Za przeciwnika miał zaś siły generała-feldmarszałka Iwana Dybicza, który otrzymał celowo rozpowszechniane, fałszywe informacje o ofensywie polskiej w kierunku na Litwę. 
13 maja 1831 roku o trzeciej rano Umiński wyruszył z Rudzianki do Jakubowa celem rozpoznania sił Dybicza. Wychodząc z lasu koło Jakubowa, usłyszał jednak odgłosy walki szpic polskich (pod dowództwem Bukowskiego i Śmigielskiego) oraz rosyjskich ścierających się w pobliżu Kałuszyna i Jędrzejowa. Polacy zostali tam pokonani, ale uszli z okrążenia i połączyli się z nadchodzącymi siłami Umińskiego.
Teren walki sprzyjał obrońcom - duża polana zmuszała Dybicza do rozwinięcia szyków w ogniu sił polskich, a las zabezpieczał te ostatnie przed próbami obejścia i zapewniał drogę odwrotu. W zaroślach po obu stronach szosy Umiński rozlokował cztery bataliony pułku grenadierów i dwa działa. W drugiej linii stanęły dwa kolejne bataliony grenadierów, jeden pułk strzelców oraz cztery działa. Rezerwę stanowić miały: 15 pułk piechoty, brygada jazdy Bukowskiego oraz jedna bateria pozycyjna Rzepeckiego.
Dybicz wahał się, czy uderzyć na kryjących się za lasem Polaków, nie mogąc dobrze ocenić ich siły, ponadto, jak pisze Callier, zuchwała Umińskiego postawa nadawała jego jedynastotysiącznemu korpusowi pozór czoła jakiejś groźnej potęgi. Umiński odparł najpierw wysypujące się z lasu kolumny rosyjskie atakiem grenadierów, po czym wycofał swoją pierwszą linię za drugą, w ten sposób zarazem odsłaniając artylerię i ustępując pola Rosjanom. Ci znowu wystąpili z lasu, napotkali jednak bardzo silny i celny ogień sześciu dział Lewandowskiego, które zadawały im wielkie straty. Dybicz nakazał więc wysunięcie swoich baterii, na co Umiński zareagował odwrotem reszty jednostek liniowych, co odsłoniło z kolei baterię Rzepeckiego. Tak zaczął się wzajemny ostrzał, w którym dzięki większej celności górowała artyleria polska, pomimo większej siły ognia nieprzyjaciela. Pozostawiony w Jakubowie z kilkoma szwadronami ułanów Tomicki zapobiegł próbie obejścia lewej flanki polskiej przez rosyjską brygadę huzarów. Po pięciu godzinach Dybicz nakazał dwa kolejne natarcia, które okazały się bezowocne. W końcu Dybicz sądząc, że za lasem kryją się główne siły polskie, nakazał odwrót na miasteczko Kałuszyn.
Rosjanie pozostawili na placu boju tysiąc trzystu zabitych, straty polskie były kilkakrotnie niższe i nie przekroczyły liczby trzystu żołnierzy, licząc łącznie zabitych, rannych i wziętych do niewoli. Dużą stratą była natomiast śmierć dowódcy batalionu grenadierów majora Serkowskiego. Ostatecznie Umiński zrealizował postawione przed nim zadanie - utrzymał w tajemnicy odejście głównych sił polskich. Pomimo tego, zamiast pochwał otrzymał on oficjalną naganę, m.in. z powodu przedwczesnego - zdaniem wodza naczelnego - odwrotu.